# Prefectura autónoma tujia y miao de Enshi
Enshi (en chino, 恩施; pinyin, Ēnshī) es una prefectura autónoma de la República Popular de China, la única en la provincia de Hubei, situada aproximadamente a 465 kilómetros de la capital provincial. Casi rodeada por la municipalidad de Chongqing, excepto al este, que limita con Yichang. Su área es de 24 060 km² y su población total para 2019 superó los 3,39 millones de habitantes.. El 52,6% de la población pertenece a las etnias tujia y miao.

## Administración
La prefectura autónoma de Enshi se divide en 8 localidades que se administran en 2 ciudades suburbanas y 6 condados rurales.
- Ciudad Enshi (恩施市)
- Ciudad Lichuan ( 利川市)
- Condado Jianshi ( 建始县)
- Condado Badong (巴东县)
- Condado Xuan'en (宣恩县)
- Condado Xianfeng (咸丰县)
- Condado Laifeng (来凤县)
- Condado Hefeng (鹤峰县).

## Toponimia
La ciudad empezó existir en el registro como un asentamiento a orillas del río Shi (施水). Durante la dinastía Qing en 1723 se le añade En (恩) a Shi (施) como un guiño al emperador y pasó a llamarse Enshi (恩施) que significa «(el emperador) favorece a Shi».
Como las otras regiones autónomas, se caracteriza por estar asociada a un grupo étnico minoritario, en este caso, los tujia y los miao. La región recibió la condición de "autónomo" cuando se estableció la "prefectura autónoma tujia y miao de Hubei Occidental" el 19 de agosto de 1983, nombre que cambió a Prefectura autónoma tujia y miao de Enshi el 4 de abril de 1993.

## Clima
| Parámetros climáticos promedio de Enshi (1971–2000)               | Parámetros climáticos promedio de Enshi (1971–2000) | Parámetros climáticos promedio de Enshi (1971–2000) | Parámetros climáticos promedio de Enshi (1971–2000) | Parámetros climáticos promedio de Enshi (1971–2000) | Parámetros climáticos promedio de Enshi (1971–2000) | Parámetros climáticos promedio de Enshi (1971–2000) | Parámetros climáticos promedio de Enshi (1971–2000) | Parámetros climáticos promedio de Enshi (1971–2000) | Parámetros climáticos promedio de Enshi (1971–2000) | Parámetros climáticos promedio de Enshi (1971–2000) | Parámetros climáticos promedio de Enshi (1971–2000) | Parámetros climáticos promedio de Enshi (1971–2000) | Parámetros climáticos promedio de Enshi (1971–2000) |
| Mes                                                               | Ene.                                                | Feb.                                                | Mar.                                                | Abr.                                                | May.                                                | Jun.                                                | Jul.                                                | Ago.                                                | Sep.                                                | Oct.                                                | Nov.                                                | Dic.                                                | Anual                                               |
| ----------------------------------------------------------------- | --------------------------------------------------- | --------------------------------------------------- | --------------------------------------------------- | --------------------------------------------------- | --------------------------------------------------- | --------------------------------------------------- | --------------------------------------------------- | --------------------------------------------------- | --------------------------------------------------- | --------------------------------------------------- | --------------------------------------------------- | --------------------------------------------------- | --------------------------------------------------- |
| Temp. máx. media (°C)                                             | 8.3                                                 | 10.3                                                | 14.9                                                | 21.6                                                | 25.9                                                | 28.8                                                | 31.6                                                | 32.5                                                | 27.3                                                | 21.6                                                | 15.9                                                | 10.4                                                | 20.8                                                |
| Temp. mín. media (°C)                                             | 2.6                                                 | 4.0                                                 | 7.5                                                 | 12.6                                                | 16.8                                                | 20.2                                                | 22.8                                                | 22.6                                                | 18.8                                                | 13.9                                                | 9.0                                                 | 4.3                                                 | 12.9                                                |
| Precipitación total (mm)                                          | 29.0                                                | 34.2                                                | 61.1                                                | 127.5                                               | 186.2                                               | 237.1                                               | 257.5                                               | 162.0                                               | 163.3                                               | 119.0                                               | 64.3                                                | 29.2                                                | 1470.4                                              |
| Días de precipitaciones (≥ 0.1 mm)                                | 11.5                                                | 11.4                                                | 15.1                                                | 15.9                                                | 16.3                                                | 16.6                                                | 16.3                                                | 12.8                                                | 12.6                                                | 14.4                                                | 11.9                                                | 11.2                                                | 166                                                 |
| Horas de sol                                                      | 37.9                                                | 44.6                                                | 63.1                                                | 105.7                                               | 124.8                                               | 124.4                                               | 166.5                                               | 204.1                                               | 125.7                                               | 96.5                                                | 69.4                                                | 49.2                                                | 1211.9                                              |
| Humedad relativa (%)                                              | 84                                                  | 80                                                  | 80                                                  | 79                                                  | 79                                                  | 81                                                  | 81                                                  | 76                                                  | 80                                                  | 84                                                  | 85                                                  | 85                                                  | 81.2                                                |
| Fuente: China Meteorological Administration 10 de octubre de 2010 |                                                     |                                                     |                                                     |                                                     |                                                     |                                                     |                                                     |                                                     |                                                     |                                                     |                                                     |                                                     |                                                     |